# ماگدالنا فورسبرگ
ماگدالنا فورسبرگ (سوئدی: Magdalena Forsberg؛ زادهٔ ۲۵ ژوئیهٔ ۱۹۶۷) اسکی‌باز اهل سوئد است.
از افتخارات وی میتوان به کسب دو مدال برنز در بازی‌های المپیک زمستانی ۲۰۰۲ اشاره کرد.